# 東角里
東角里是位於中華民國臺南市麻豆區的村里。2017年（民國106年）3月時，里內有1,070戶、門牌數1,168個。
2018年臺南村里調整後，東角里並未調整，僅鄰由15鄰調整為13鄰。

## 地理
東角里日治時期為麻豆第二保。東角里東邊以麻豆中排1號與南勢里接壤；南邊以嘉南大圳為界；西邊以文昌路及民生路分別與大埕里、晋江里、巷口里接壤；北邊以麻豆中排1號與南勢里接壤。
主要聚落有：三娘溝郭家、柑宅郭家、酒店頭李家、警察宿舍、麻豆基督教堂、水利會麻豆區處。
東角里由總爺派出所管轄。

## 境內設施
- 麻豆國民小學
- 農田水利會麻豆管理處
- 自來水公司麻豆服務站